# Frédéric Lix
Pour les articles homonymes, voir Lix.
Frédéric-Théodore Lix, né à Strasbourg le 18 décembre 1830, mort à Paris le 24 février 1897, est un peintre, illustrateur et lithographe français.

## Biographie
Frédéric-Théodore Lix est le fils de Frédéric-Jacques Lix (1804-1866), commandant responsable de l'organisation du corps des sapeurs-pompiers en Alsace et qui reçut à ce titre la Légion d'honneur.
À Strasbourg, il est formé au dessin par Gabriel-Christophe Guérin, en même temps que Gustave Jundt et Alfred Touchemolin, qui devinrent ses amis. Puis, à compter d'avril 1848, le jeune Lix entre à l'École des beaux-arts de Paris, présenté par Michel Martin Drolling dont il suit les cours, ainsi que ceux de François Victor Eloi Biennourry. Il se lie avec Paul Baudry, Jules Breton et Jean-Jacques Henner. Il tente par deux fois le prix de Rome, mais faute de moyen, renonce à persévérer et propose, pour vivre, des dessins à des éditeurs de périodiques tels que Le Monde illustré, le Musée des familles, L'Illustration, Le Tour du monde, Le Petit Journal, Le Magasin pittoresque, Le Grand Messager boiteux de Strasbourg.
Il expose au Salon de Paris à partir de 1857, sa première toile présentée est La Récolte du houblon en Alsace. Lix expose ensuite régulièrement au Salon, de 1859 à 1883. À partir de 1871, après l'annexion de l'Alsace, il expose des tableaux à motifs patriotiques dont L'Adieu à la Patrie, en 1872.
Il fut le professeur entre autres de Charles-Émile Matthis et d'Alexandre Ferdinandus.
Peintre régionaliste alsacien mais aussi portraitiste, il compose des scènes campagnardes aux accents réalistes. Il aborde également le domaine de la peinture d'histoire et de la peinture religieuse, des scènes souvent extraites de l'histoire de l'Alsace. Théodore Lix utilise de nombreuses techniques, dessin au crayon, en couleur, plume et lavis, sanguine, gravure, lithographie, gouache, aquarelle, peinture à l'huile.
Il meurt en son domicile, 11 rue Boissonnade dans le 14e arrondissement de Paris le 24 février 1897.
Il est enterré au cimetière du Montparnasse (division 6) et la vente de son atelier eut lieu en juin 1897.

## Publications illustrées
- Jules Verne, Edgard Poe et ses œuvres, in : Musée des familles, avril 1864, avec Yan' Dargent.
- Sous l'Empire, 1872
- L'Alsace, 1873
- Victor Hugo, Les Misérables, deux gouaches servant aux frontispices de l'édition Hugues, gravées par Martin Langeval, novembre 1879 (Maison de Victor Hugo - Hauteville House)[10].
- Les Fiancés de la revanche de Jules Cardoze, 1897
- Le Roi des prairies
- Le Banni, texte de Erckmann-Chatrian
- Les vieux de la vieille, texte de Erckmann-Chatrian
- Loïs, texte de Erckmann-Chatrian
- L'Horloge de Strasbourg.

## Quelques œuvres

Scènes régionales
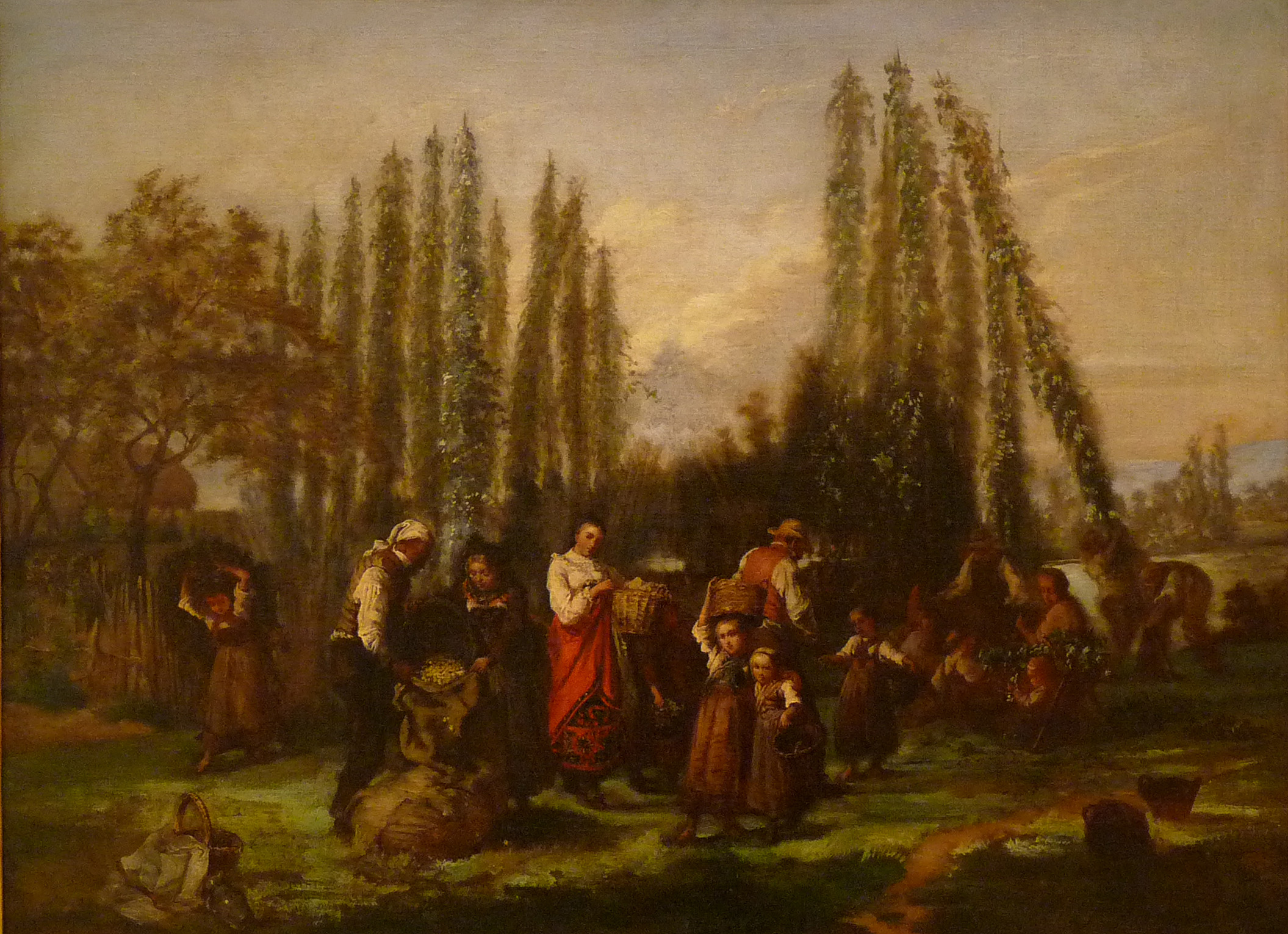
La Cueillette du houblon en Alsace (1857), musée d'art moderne et contemporain de Strasbourg
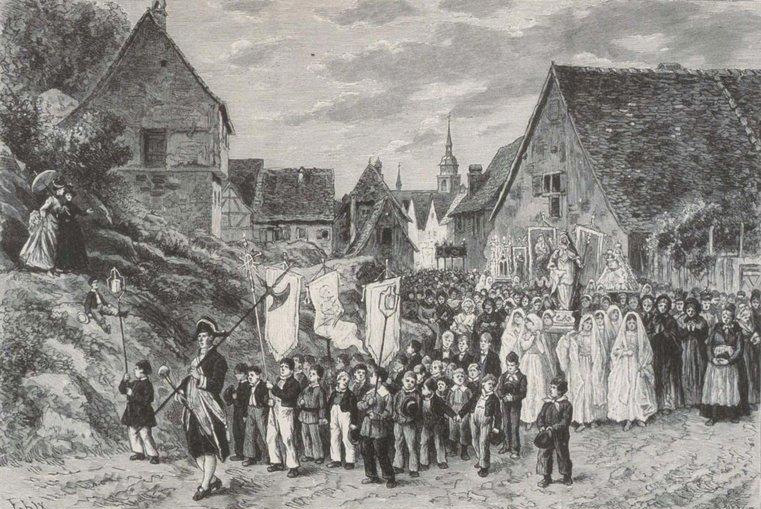
Procession de sainte Richarde à Andlau
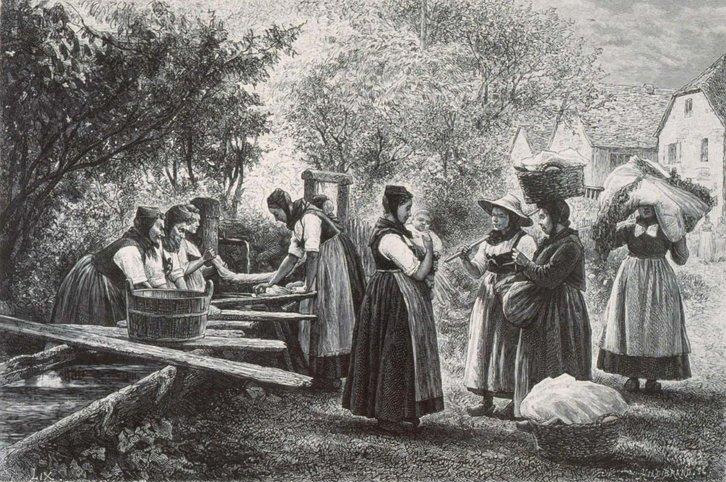
Une lessive à Metzeral
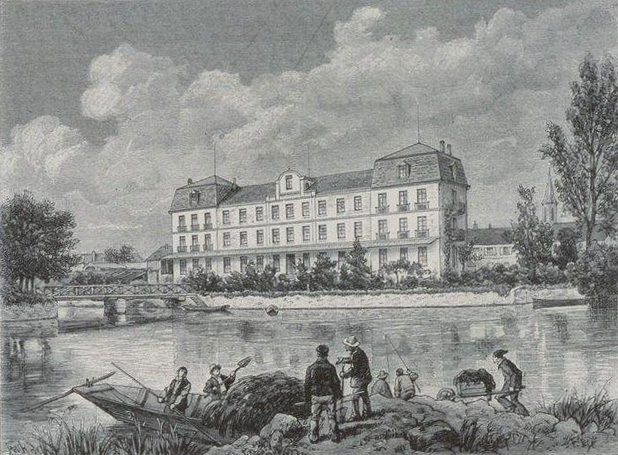
Établissement d'hydrothérapie du Docteur Sieffermann à Benfeld